# Howardena Pindell
Howardena Pindell (1943, Filadèlfia, EUA) és una pintora estatunidenca.
Va néixer a la ciutat de Filadèlfia, als Estats Units, en una època en la qual la segregació i la discriminació racials encara eren plenament vigents. Després d'un greu accident de circulació de l'any 1979, pel qual va perdre parcialment la memòria, va començar a reconstruir el seu propi passat en les seves obres sociopolítiques. La discriminació racista i sexista que ella mateixa patia la va processar en el seu vídeo Free, White and 21 (Lliure, blanca i 21, 1980): on es veu l'artista narrant diferents experiències de discriminació racial, rebatudes per una jove blanca, interpretada per ella mateixa (maquillada de blanc, amb perruca rossa i ulleres de sol), que afirma que els successos relatats no són més que exageracions. Pindell parla primer de les experiències de la seva mare i després, de les que ha patit en pròpia carn; i, mentre ho fa, comença a embolicar-se el cap amb benes de gasa blanca que, al final del vídeo, es traurà. Més endavant, es treu també una màscara facial, com les comercialitzades per la indústria de la bellesa, que, de fet, no tenia cap efecte en l'aparença de l'artista ni tampoc en canviava el color de la pell.